# 固原古城遗址
固原古城遗址，位于中华人民共和国宁夏回族自治区固原市原州区，是一座城池的遗址。该城池始建于西汉元鼎三年（前114年），北周时新建了外城。此后该城在战火中多次被毁，又曾多次重修。1920年，该城在海原大地震中遭到严重损毁，并未能在此后的维修中恢复原状。1971年，该城除外城西北角外，其余城墙被全部拆除。2013年，固原古城遗址被列为全国重点文物保护单位。

## 历史

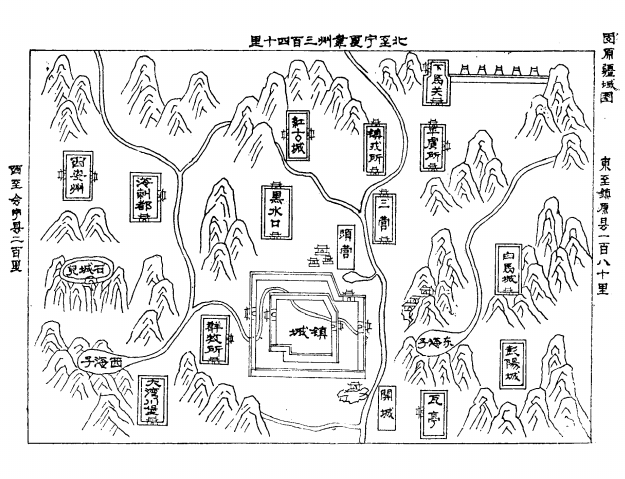
明朝嘉靖年间的固原州地图，正中“镇城”即为固原古城

固原古城位于清水河上游的六盘山台地上，是古代关中和塞外之间的重要关隘。汉武帝元鼎三年（前114年），陇西郡的一部分单独划为安定郡，并修建郡治高平县城，即为现固原古城前身。北魏太延二年（436年）在高平城设置高平镇，正光五年（524年）改设原州，该城始为州治。西晋时期，南北朝时期，由于战乱，原州州城遭受严重破坏。北周天和四年（569年），在原有高平城外围修建原州城，高平城成为新城的内城:34。隋初，原州城成为平高县和原州的治所。大业三年（607年），改原州为平凉郡。唐武德元年（618年），平凉郡改回原州，开元十二年（724年）再改为平凉郡。安史之乱后，平凉郡改回原州，原州城被吐蕃占据长达86年，并于贞元三年（787年）重修该城:22。而唐朝的原州的州治先后设于平凉、镇原，原来的原州州城则被人称为“故原州”。大中三年（849年），原州城被收复。
北宋时，该城处于宋夏对峙前线，战略地位重要。在北宋时期，该城进一步加建，在原有城墙的基础上加盖了马面。金兴定三年，固原发生大地震，次年金朝组织2万军民修筑固原城。元朝时，固原的政治中心一度南迁至开城。明初沿袭元朝所设的开城、广安二州，洪武二年废此建制，仅留开城县。由于边患加剧，景泰二年（1451年）重修原州城，讳“故”而改“故原州”为“固原州”。固原城重修完毕后，于此城设置固原守御千户所，后升格为固原卫，成化五年（1469年），固原城得以增筑:24。弘治十四年（1501年），固原卫升格为固原镇，次年修葺外城。自此固原成为九个军事重镇之一，同时作为陕西三边总督驻节地。万历三年（1575年）时，三边总督石茂华组织人员给固原城外墙包砖:34。清代前期，西北一带还有战事，固原承袭明制，陕甘总督在顺治末年之前一直驻固原城。由于此后清朝在西北地区多次用兵，固原也一直是战略防地，该城设有固原镇和陕西固原提督。康熙四十九年（1710年）和嘉庆十六年（1811年），该城再次得以重修和增筑。
1920年发生海原大地震，固原城遭到严重破坏。1933年，中央陆军第十七师四十九旅补充团团长黄兆华组织人员对固原城的炮台、垛口和敌楼进行了加固维修，但由于疏于监管，城砖大量被盗，城墙顶部不同程度坍塌，内城砖垛炮台全毁，外城垛口也全毁:25-26。1971年至1972年，兰州军区司令皮定均下令将固原城的城砖拿去修防空洞。除被监狱所占的古城西北角尚存外:34，其余城墙大多被拆毁:26，部分城墙遗址在1978年后的城市建设中被开发商扒毁。70年代末期，城内的钟鼓楼也遭到拆除，仅余明朝铁钟一口。

## 结构

### 城墙
固原古城在鼎盛时的规模有内外二城，其中内城周长4.65公里，高11.6米，顶宽7.3米，底宽12.67米，城墙上有1046个垛口，28座炮台；外城周长6.85公里，高12米左右，有1573座垛口，31座炮台。外城有3座东城门，其中2座有名字，分别为安边门和保宁门；4座南城门，其中有2座有名字，分别为镇秦门和兴德门；2道西城门，其中一座有名字，为威远门；1道北城门，名为靖朔门。现在仅剩下了外城的西北角。:35

### 城内古建筑
城内尚存明景泰元年（1450年）所建的城隍庙一座，现位于固原市粮食局院内，现尚存三座正殿；财神楼，始建于明朝，是一座城楼式歇山顶楼阁建筑。文澜阁，位于原州区第二小学院内内城墙东南角台上，是一座六边形三层檐亭式砖木结构建筑，始建于明代弘治十四年，由时任三边总督秦竑主持修建。

## 保护
1985年12月9日，固原古城被列为固原县文物保护单位。2005年9月，固原古城遗址以“固原古城墙”一名入列宁夏回族自治区文物保护单位:36。2007年12月，固原古城被列入丝绸之路联合申报中国段48处备选遗产之一。2013年，固原古城遗址被列为全国重点文物保护单位。2014年和2015年，固原古城遗址先后两次得以加固修复。